# Файнтейн-Крік 8
Файнтейн-Крік 8 (англ. Fountain Creek 8) — індіанська резервація в Канаді, у провінції Британська Колумбія, у межах регіонального округу Сквоміш-Лілует.

## Населення
За даними перепису 2016 року, індіанська резервація не ма постійного населення.

## Клімат
Середня річна температура становить 4,7°C, середня максимальна – 18,1°C, а середня мінімальна – -10,2°C. Середня річна кількість опадів – 530 мм.
| Клімат поселення                              | Клімат поселення | Клімат поселення | Клімат поселення | Клімат поселення | Клімат поселення | Клімат поселення | Клімат поселення | Клімат поселення | Клімат поселення | Клімат поселення | Клімат поселення | Клімат поселення | Клімат поселення |
| Показник                                      | Січ.             | Лют.             | Бер.             | Квіт.            | Трав.            | Черв.            | Лип.             | Серп.            | Вер.             | Жовт.            | Лист.            | Груд.            |                  |
| Середній максимум, °C                         | −0,68            | 2,16             | 5,02             | 8,10             | 12,77            | 16,71            | 18,04            | 18,11            | 14,38            | 8,85             | 2,03             | −1,75            |                  |
| Середня температура, °C                       | −5,47            | −2,62            | 0,24             | 3,33             | 8,00             | 11,95            | 14,84            | 14,92            | 11,19            | 5,66             | −1,16            | −4,94            |                  |
| Середній мінімум, °C                          | −10,24           | −7,4             | −4,53            | −1,45            | 3,24             | 7,17             | 11,65            | 11,72            | 8,00             | 2,46             | −4,35            | −8,13            |                  |
| Норма опадів, мм                              | 53               | 36               | 28               | 29               | 44               | 51               | 51               | 40               | 36               | 41               | 61               | 60               |                  |
| Середньомісячна швидкість вітру, м/с          | 2.23             | 2.32             | 2.62             | 2.87             | 2.70             | 2.59             | 2.41             | 2.22             | 2.16             | 2.41             | 2.42             | 2.23             |                  |
| Середньомісячна сонячна радіація, кДж/м²·день | 3290             | 6386             | 10895            | 15748            | 19235            | 20881            | 21753            | 18446            | 12961            | 7298             | 3520             | 2571             |                  |
| --------------------------------------------- | ---------------- | ---------------- | ---------------- | ---------------- | ---------------- | ---------------- | ---------------- | ---------------- | ---------------- | ---------------- | ---------------- | ---------------- | ---------------- |
| Джерело:                                      |                  |                  |                  |                  |                  |                  |                  |                  |                  |                  |                  |                  |                  |